# José Chamot
José Antonio Chamot (Concepción del Uruguay, 17 mei 1969) is een Argentijns voormalig voetballer. Hij speelde als centrale verdediger of linksback. Chamot was niet snel, maar stond bekend om zijn goede inzicht.

## Clubcarrière
Chamot maakt zijn debuut voor de Argentijnse voetbalclub Rosario Central op 28 januari 1989 in de verloren uitwedstrijd tegen Argentinos Juniors. Bij Rosario Central blijft de speler tot de zomer van 1990 wanneer hij wordt aangetrokken door het Italiaanse Pisa Calcio wat dan uitkomt in de Serie B. Na drie seizoenen aldaar en een seizoen bij Foggia, zijn debuut in de Serie A, wordt hij aangetrokken door SS Lazio. Met deze laatste club wint hij de Italiaanse beker in 1998, ook al speelt hij dat seizoen weinig. In de zomer van 1998 tekent hij voor Atlético Madrid. Deze club verlaat hij in januari 2000, vlak voor de degradatie, om een contract te tekenen bij AC Milan. In 3 seizoenen komt de speler mondjesmaat in actie.
In 2003 keert hij terug naar Spanje en tekent een contract bij CD Leganés in de Segunda División A. Door blessures komt hij slechts één keer in actie en keert teleurgesteld terug naar zijn eerste club: Rosario Central. Ook hier komt de speler door blessures zelden in actie en in 2006 besluit hij zijn loopbaan te beëindigen.

## Interlandcarrière
Chamot was jarenlang vaste keus in de selectie van Argentinië. In totaal kwam hij tot 43 officiële interlands waarin hij twee keer scoorde. Tevens was hij aanwezig op de wereldkampioenschappen voetbal van 1994, 1998 en 2002. In 1996 behaalde Chamot met Argentinië de zilveren medaille op de Olympische Spelen in Atlanta. Hij was een van de drie dispensatiespelers in de selectie van bondscoach Daniel Passarella.